# Chiesa e convento di Santa Marta
La chiesa e il convento di Santa Marta sono un complesso religioso di Siena.

## Storia e descrizione

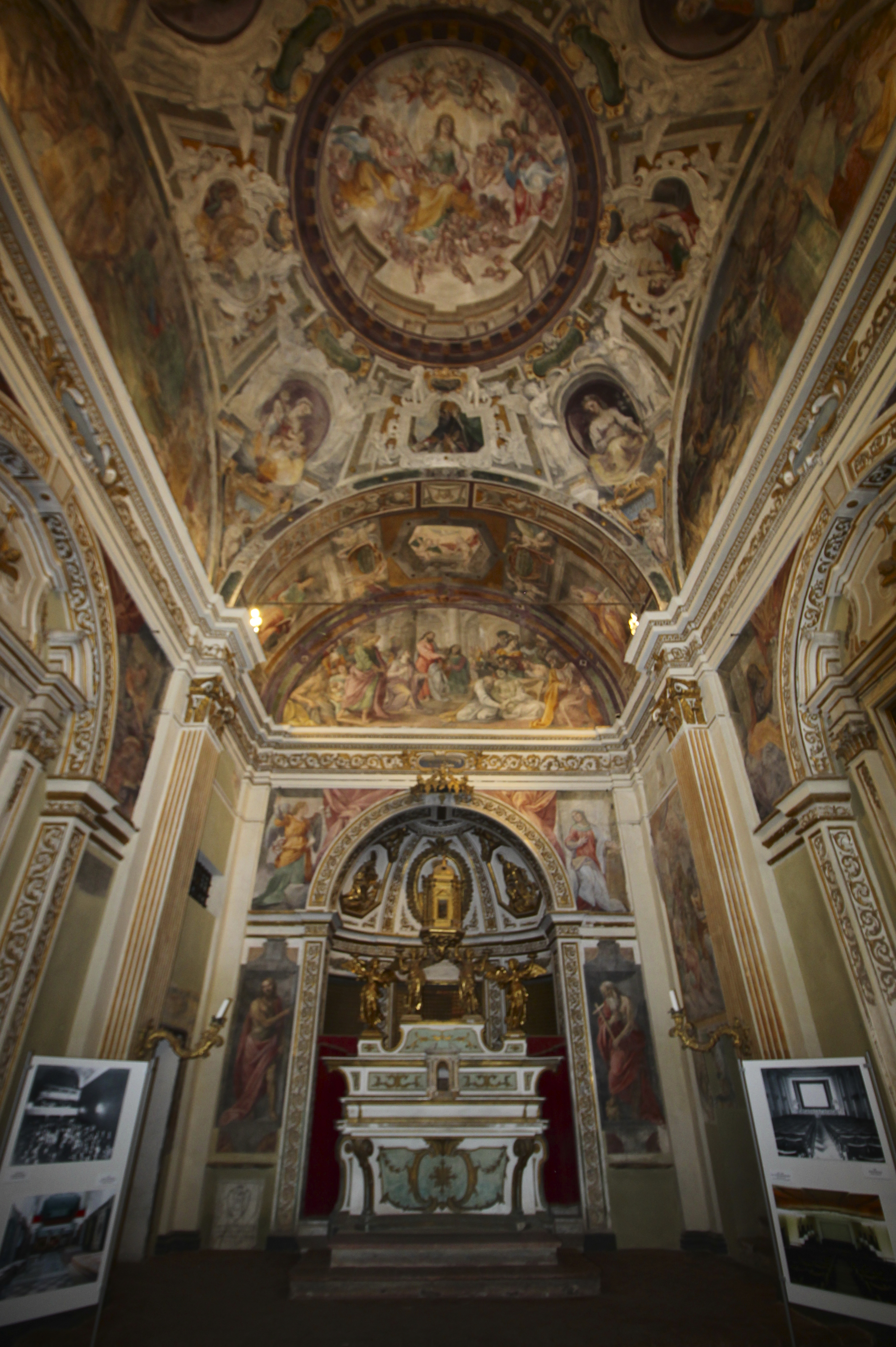
Interno della chiesa

La fondazione del convento risale al 1328, per volontà di una ricca signora rimasta vedova, contessa Emilia d'Elci, che lo volle intitolare a santa Marta e destinare a monache di clausura che seguissero la regola agostininana. La struttura originaria dovette rimanere invariata fino all'inizio del secolo XVI, quando furono intrapresi a partire dal 1535 radicali lavori di ristrutturazione, riferiti, per la chiesa, ad Anton Maria Lari detto il Tozzo, architetto allievo di Baldassarre Peruzzi. Il convento fu soppresso nel 1810 in seguito ai decreti napoleonici, ristrutturato per ospitare un orfanotrofio che è stato abolito nel 1980, ma già da alcuni anni l'intero complesso architettonico versava in pessime condizioni. Dopo essere stato parzialmente restaurato ospita dal 2004, in alcune sale, la sede dell'Archivio Storico del Comune di Siena. Sono ancora da recuperare vaste aree dell'ex-Convento.
L'arredo pittorico dell'interno, consistente sia di affreschi che di pale, risale al primo quarto del XVII secolo. Di Pietro Sorri sono il riquadro con Santa Cecilia, la Caduta di Gesù e nell'abside l'Annunciazione e la lunetta con la Resurrezione di Lazzaro. Di Francesco Vanni è invece l'Incoronazione della Vergine. Gli affreschi della volta spettano invece prevalentemente a Sebastiano Folli.
Nel coro trecentesco sono presenti affreschi raffiguranti Storie della Passione ad opera di un pittore duccesco vicino a Segna di Bonaventura, Funerali di Santa Marta attribuito a Naddo Ceccarelli, seguace di Simone Martini, ed altri affreschi attribuiti a Martino di Bartolomeo. È presente un presepe in terracotta di Giovanni Duprè del XIX secolo.
Nel chiostro sono raffigurate le Scene della Tebaide, affreschi monocromi a terra ocra, attribuiti al pittore Benedetto di Bindo, databili nei primi anni del 1400. Il chiostro è stato oggetto di interventi seicenteschi, come ad esempio le volte, che in parte hanno coperto i dipinti.
Nella sala ex-refettorio dell'Orfanotrofio, divenuta sala di lettura dell'Archivio Storico è stato rinvenuto un grande affresco L'ultima cena di Giacomo Pacchiarotti, datato 1522.
Nel 2017 il Chiostro è stato aperto al pubblico dal 28 ottobre al 31 dicembre in occasione della mostra Stendardi d'Acqua, immagini limpide, trasparenti e controcorrente, con la partecipazione di artisti, fotografi e disegnatori tra cui Adriana Argalia, Samuele Calosi, Vasudha Evans, Alessandro Mlach, Daniela Pedretti, Anna Pisano, Carlo Pizzichini, Cinzia Rossi Ghion, Sergio Staino, Mauro Tozzi, René Villalobos ed organizzato dall'Associazione Culturale Evidentia, oggi non più esistente. La mostra ha avuto luogo in occasione del restauro delle storiche riproduzioni fonti senesi in legno realizzate dall'intagliatore Bernardino Barbetti (1834-1917) la cui descrizione è contenuta nel Quaderno del San Marco n. 2. Successivamente la mostra degli Stendardi è stata esposta a Tuscania nel Chiostro di Sant'Agostino e a Povegliano Veronese nello scenario di Villa Balladoro
Nel 2018 il Chiostro, la Chiesa e la Sagrestia hanno ospitato dal 14 al 29 aprile la mostra Siena incontra il Cinema attraverso immagini e macchine da proiezione dalle origini al 1980 del cinema a Siena: storia, manifesti e locandine pubblicitarie, rarità dei cinematografi senesi, nonché la proiezione di alcune scene tratte dai primi film girati a Siena. La mostra, comprendente anche una proiezione al Cinema Nuovo Pendola, è stata ideata da Jacopo Rossi Napoli ed organizzata da Mauro Tozzi, Michela Capotondi e Silvia Giannassi per conto dell'Associazione Il Veliero delle Arti.